# Riachinho (Tocantins)
Riachinho è un comune del Brasile nello Stato del Tocantins, parte della mesoregione Ocidental do Tocantins e della microregione del Bico do Papagaio.